# Gottardiïta
La gottardiïta és un mineral de la classe dels silicats que pertany al grup de la zeolita. Va ser anomenada en honor del professor Glauco Gottardi (1928-1988), de la Universitat de Mòdena, en reconeixement del seu treball pioner en l'estructura i la cristal·loquímica de les zeolites naturals.

## Característiques
La gottardiïta és un tectosilicat de fórmula química Na₃Mg₃Ca₅Al19Si117O272·93H₂O. Cristal·litza en el sistema ortoròmbic.
Segons la classificació de Nickel-Strunz, la gottardiïta pertany a «09.GF - Tectosilicats amb H₂O zeolítica; altres zeolites rares» juntament amb els següents minerals: terranovaïta, lovdarita, gaultita, chiavennita, tschernichita, mutinaïta, tschörtnerita, thornasita i direnzoïta.

## Formació i jaciments
La gottardiïta va ser descoberta al mont Adamson, Terra de Victòria, Antàrtida Oriental, Antàrtida. Es tracta de l'únic indret on ha estat descrita aquesta espècie mineral.